# Northwest Stutsman, Bắc Dakota
Northwest Stutsman là một lãnh thổ chưa tổ chức thuộc quận Stutsman, tiểu bang Bắc Dakota, Hoa Kỳ. Năm 2010, dân số của nơi này là 15 người.